# Споры (фильм, 2011)
«Споры» (англ. Spores, 2011) — научно-фантастический фильм ужасов режиссёра Максима Дьячука.

## Сюжет
Группа друзей выезжает из города на пикник, по пути они наталкиваются на старый советский завод.
Завод уже давно находится в запустении, что заинтересовало их ещё больше…
Но любопытство сталкивает их лицом к лицу с невообразимой опасностью, с ужасными существами.
Выясняется, что инопланетные споры, оказавшиеся там вследствие падения на Землю небольшого метеорита,
быстро размножаются и приобретают чудовищные формы, когда соприкасаются с любым биологическим видом на планете.
Кто из друзей, находящихся под угрозой будет бороться? Кто выживет? И чем всё закончится?

## В ролях
- Наталья Рыбьякова
- Олег Бурлаков
- Леонид Гусаров
- Валерий Кузьменко
- Елена Щербакова
- Владимир Кокин
- Николай Дубков
- Валерий Крячек
- Евгений Казанцев
- Илья Козлик
- Алёна Дрёмина

## Съёмочная группа
- Режиссёр: Максим Дьячук
- Продюсеры: Максим Дьячук
- Автор сценария: Максим Дьячук
- Оператор: Максим Дьячук
- Композитор: Игорь Фауст

### Слоганы
- «они не пощадят ни один вид на планете»
- «No mercy for any one species on the planet»